# 今帰仁自動車学校
有限会社今帰仁自動車学校（なきじんじどうしゃがっこう）は、沖縄県国頭郡今帰仁村にある沖縄県公安委員会指定自動車教習所を運営する企業。

## 取得免許
- 普通自動車
- 普通自動車第二種
- 大型自動車
- 大型自動車第二種
- 中型自動車
- 中型自動車第二種
- 準中型自動車
- 大型特殊自動車
- けん引
- 普通自動二輪車

## 周辺
- 沖縄美ら海水族館
- 今帰仁城跡
- OKINAWAフルーツランド
- もとぶ元気村
- ナゴパイナップルパーク
- 国営沖縄記念公園